# Nationalratswahlkreis Bern-Seeland
Der Nationalratswahlkreis Bern-Seeland war ein Wahlkreis bei Wahlen in den Schweizer Nationalrat. Er bestand von 1848 bis 1919 (Einführung des heute üblichen Proporzwahlrechts) und umfasste im Wesentlichen die Region Seeland im Kanton Bern.

## Wahlverfahren
Hierbei handelte es sich um einen Pluralwahlkreis. Dies bedeutet, dass zwar mehrere Sitze zu verteilen waren, jedoch das Majorzwahlrecht zur Anwendung gelangte. Im Sinne der romanischen Mehrheitswahl benötigte ein Kandidat die absolute Mehrheit der Stimmen, um gewählt zu werden. Zur Verteilung aller Sitze waren unter Umständen mehrere Wahlgänge notwendig. Jeder Wähler hatte so viele Stimmen, wie Sitze zu vergeben waren.

## Bezeichnung und Sitzzahl
Bern-Seeland ist eine inoffizielle geographische Bezeichnung. Im amtlichen Gebrauch üblich war eine über die gesamte Schweiz angewendete fortlaufende Nummerierung, geordnet nach der Reihenfolge der Kantone in der schweizerischen Bundesverfassung. Aufgrund der wechselnden Anzahl im Laufe der Jahre erhielten manche Wahlkreise mehrmals eine neue Nummer. Bern-Seeland trug ab 1851 (erstmalige Anwendung eines einheitlichen Bundesgesetzes) jahrzehntelang die Nummer 9 und erhielt 1911 die Nummer 10.
Aufgrund der steigenden Bevölkerungszahl erhielt Bern-Seeland bei Wahlkreisrevisionen mehrmals eine höhere Anzahl Sitze zugesprochen.
- 1848 bis 1878: 3 Sitze
- 1881 bis 1908: 4 Sitze
- ab 1911: 5 Sitze

## Ausdehnung

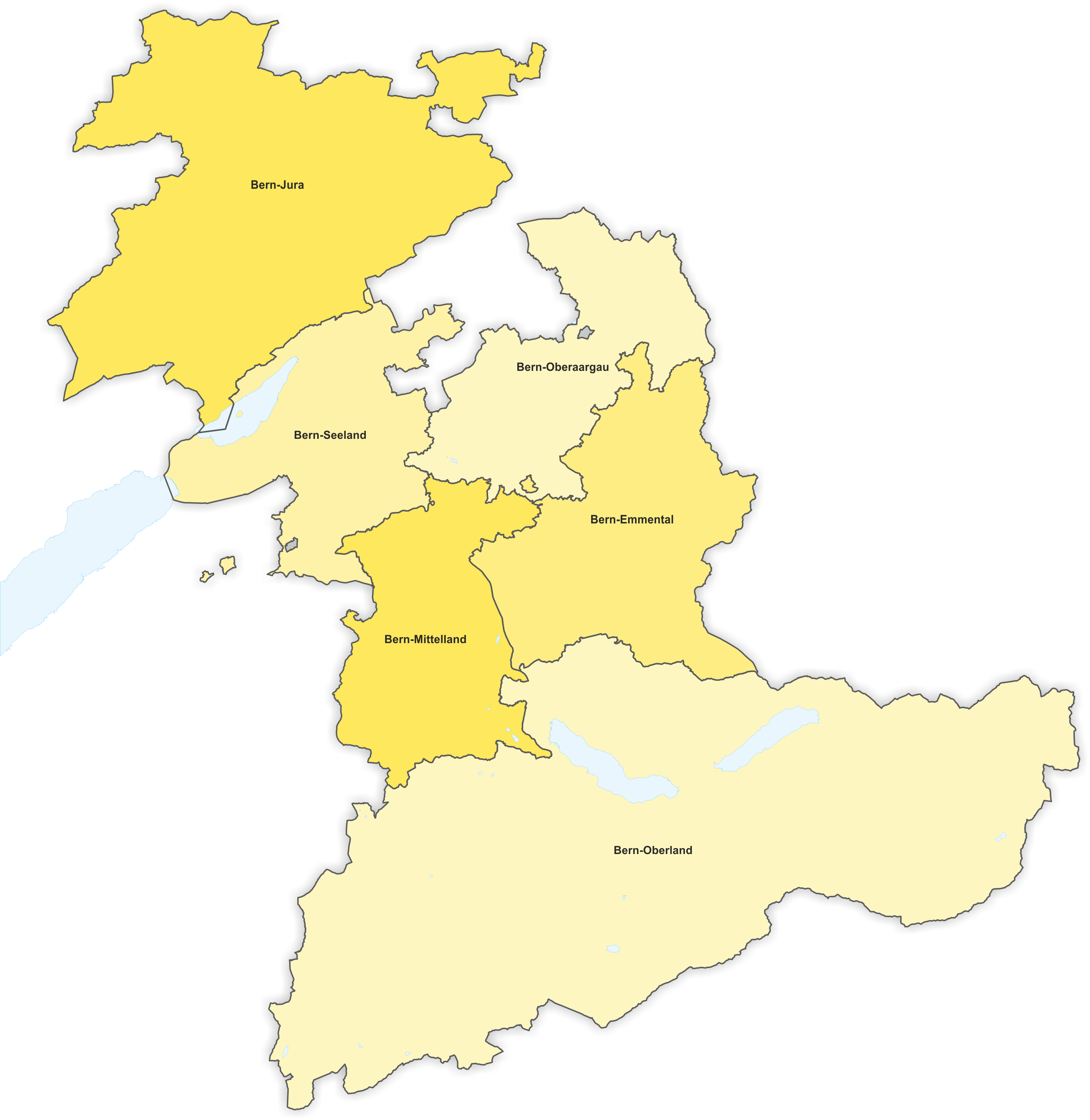
Wahlkreise Kanton Bern 1848–1872

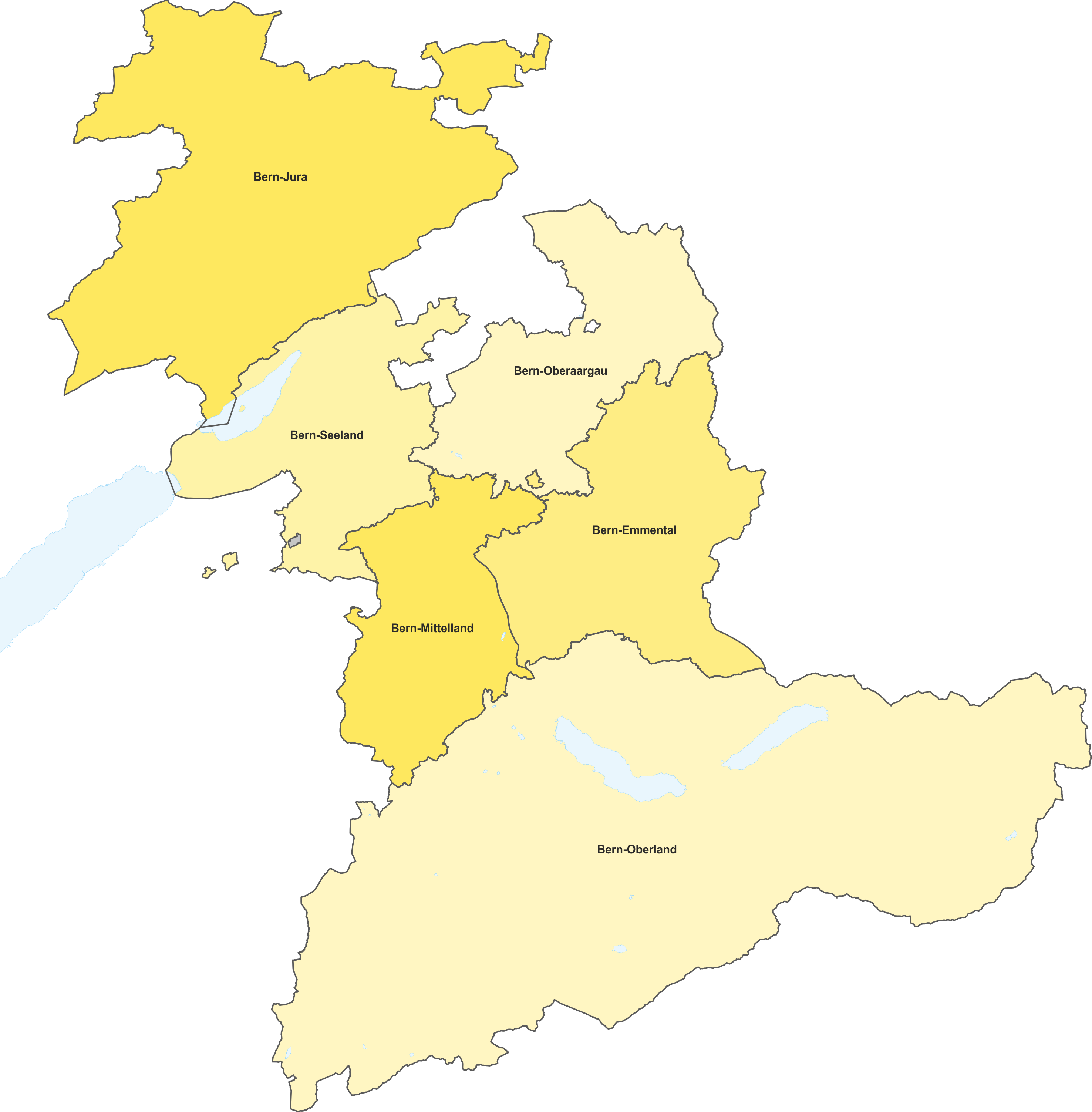
Wahlkreise Kanton Bern 1872–1890

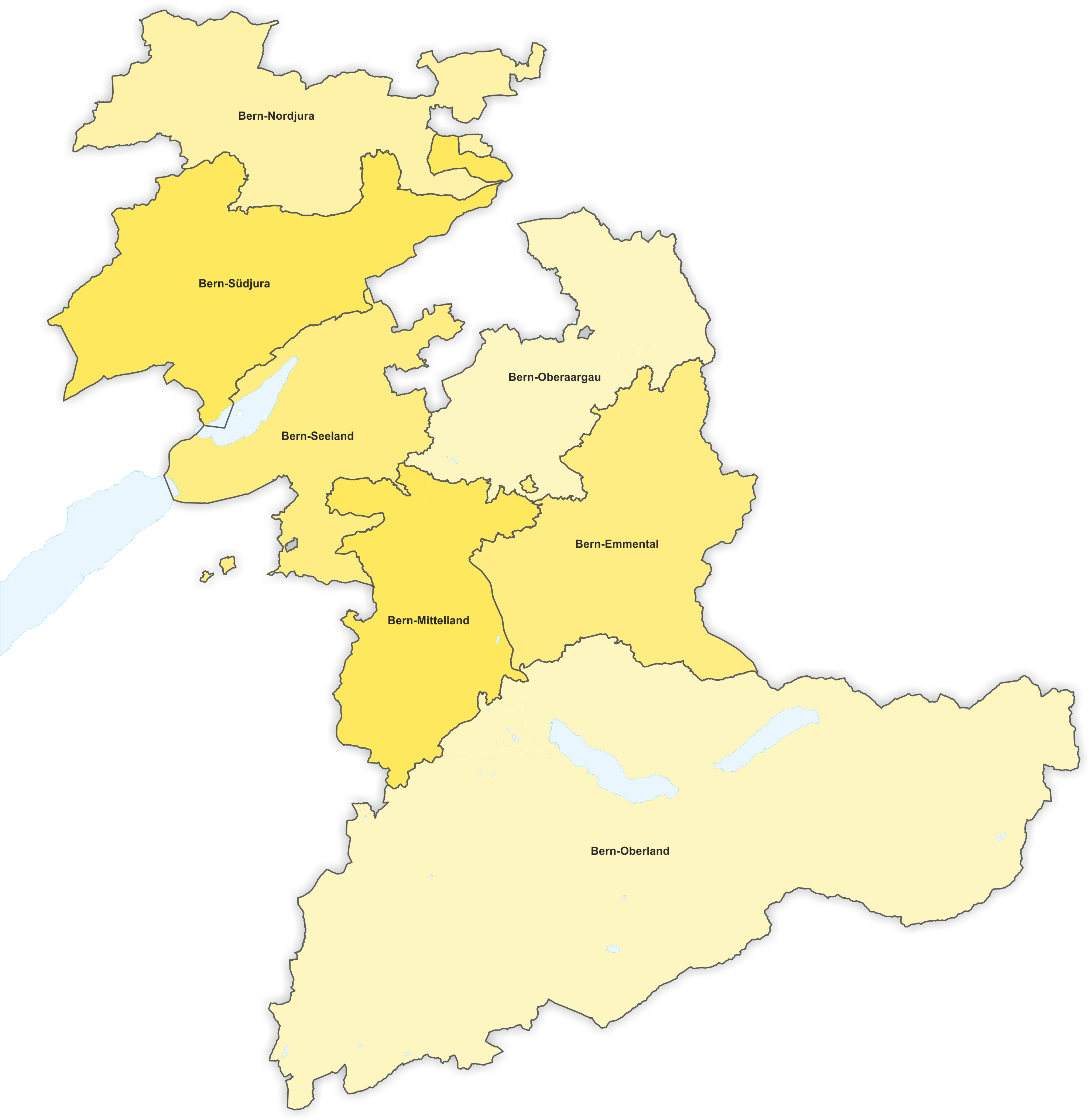
Wahlkreise Kanton Bern 1890–1911

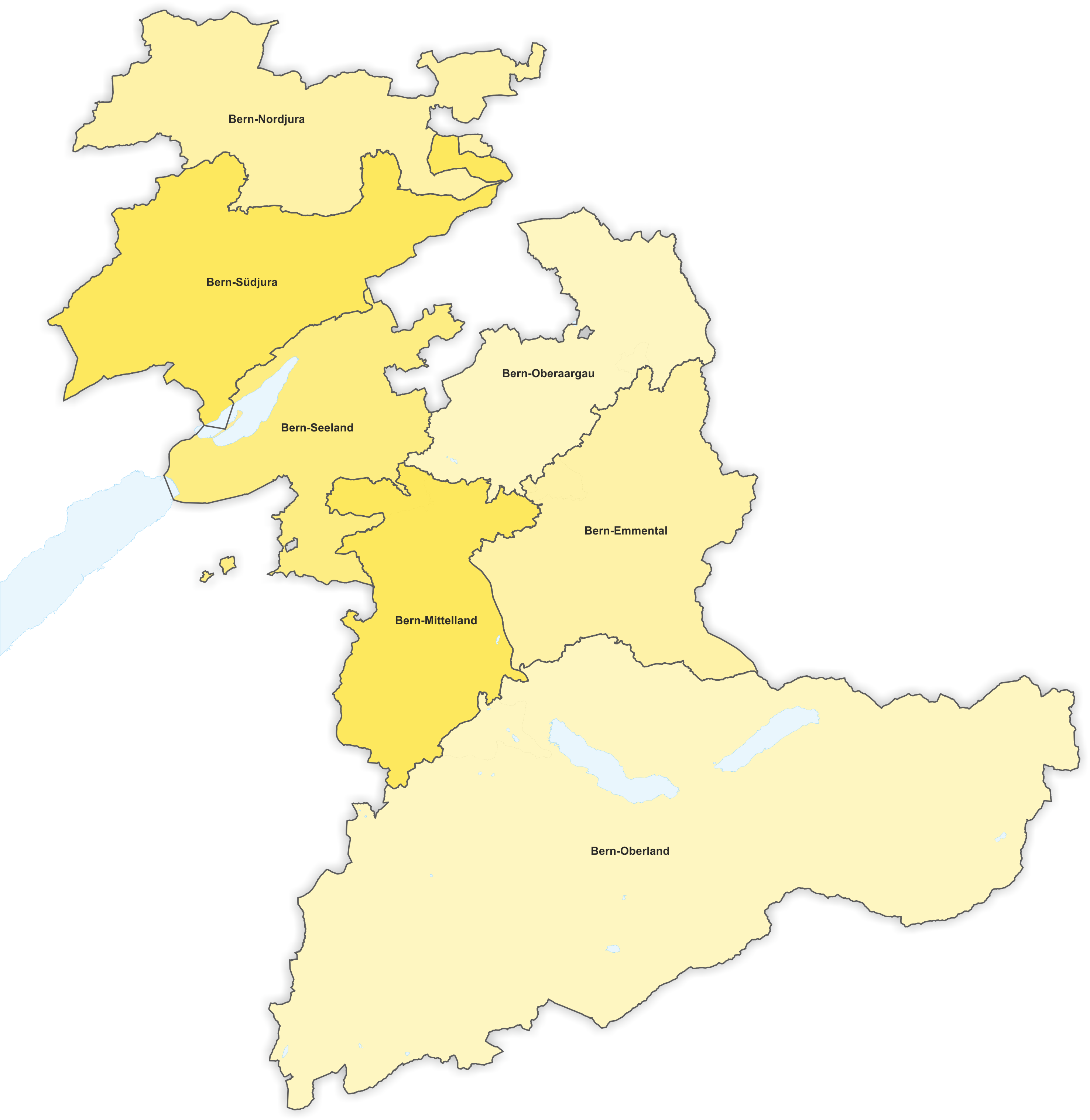
Wahlkreise Kanton Bern 1911–1919

Das Gebiet des Wahlkreises wurde am 21. Dezember 1850 mit dem «Bundesgesetz betreffend die Wahl der Mitglieder des Nationalrathes» erstmals verbindlich festgelegt, wobei man den bereits 1848 von der Berner Kantonsregierung geschaffenen Wahlkreis unverändert übernahm. Er umfasste:
- den Amtsbezirk Aarberg
- den Amtsbezirk Biel
- den Amtsbezirk Büren
- den Amtsbezirk Erlach
- den Amtsbezirk Laupen
- den Amtsbezirk Nidau
- im Amtsbezirk Bern die Kirchgemeinden Bremgarten, Kirchlindach und Wohlen (entspricht den politischen Gemeinden Bremgarten bei Bern, Kirchlindach, Wohlen bei Bern und Zollikofen)

Mit dem «Bundesgesetz betreffend die Wahlen in den Nationalrat» vom 20. Juni 1890 erfolgte eine Verkleinerung des Gebiets, als die Kirchgemeinden Bremgarten, Kirchlindach und Wohlen abgetrennt und dem Wahlkreis Bern-Mittelland hinzugefügt wurden. Bern-Seeland umfasste fortan:
- den Amtsbezirk Aarberg
- den Amtsbezirk Biel
- den Amtsbezirk Büren
- den Amtsbezirk Erlach
- den Amtsbezirk Nidau
- den Amtsbezirk Laupen

1919 wurden die sieben Berner Wahlkreise zum heute noch bestehenden Nationalratswahlkreis Bern zusammengelegt, in welchem das Proporzwahlrecht gilt.

## Nationalräte
- G = Gesamterneuerungswahl
- E = Ersatzwahl bei Vakanzen
- K = Komplimentswahl eines amtierenden Bundesrates
- B = Ergänzungswahl für einen Bundesrat

| Datum                                       | Wahl | Gewählte | Gewählte                                                            | Partei |
| ------------------------------------------- | ---- | -------- | ------------------------------------------------------------------- | ------ |
| 08.10.1848 22.10.1848 05.11.1848 12.11.1848 | G    |          | Guillaume-Henri Dufour                                              | ER     |
| 08.10.1848 22.10.1848 05.11.1848 12.11.1848 | G    |          | Jakob Stämpfli                                                      | FL     |
| 08.10.1848 22.10.1848 05.11.1848 12.11.1848 | G    |          | Karl Neuhaus                                                        | LM     |
|                                             |      |          |                                                                     |        |
| 08.07.1849                                  | E    |          | Johann Bützberger                                                   | FL     |
|                                             |      |          |                                                                     |        |
| 26.10.1851                                  | G    |          | Jakob Stämpfli, Xavier Stockmar, Johann August Weingart             | FL     |
|                                             |      |          |                                                                     |        |
| 29.10.1854                                  | G    |          | Johann Rudolf Schneider, Jakob Stämpfli, Johann August Weingart     | FL     |
|                                             |      |          |                                                                     |        |
| 10.06.1855 24.06.1855                       | B    |          | Jakob Leuenberger                                                   | FL     |
|                                             |      |          |                                                                     |        |
| 25.10.1857                                  | G    |          | Johann Rudolf Schneider, Jakob Stämpfli (K), Johann August Weingart | FL     |
|                                             |      |          |                                                                     |        |
| 05.05.1858                                  | B    |          | Christian Sahli                                                     | FL     |
|                                             |      |          |                                                                     |        |
| 28.10.1860 11.11.1860                       | G    |          | Christian Sahli, Johann Rudolf Schneider, Jean Sessler              | FL     |
|                                             |      |          |                                                                     |        |
| 25.10.1863 08.11.1863 15.11.1863            | G    |          | Peter von Känel                                                     | ER     |
| 25.10.1863 08.11.1863 15.11.1863            | G    |          | Niklaus Niggeler, Johann Rudolf Schneider                           | FL     |
|                                             |      |          |                                                                     |        |
| 28.10.1866                                  | G    |          | Friedrich Eggli, Eduard Marti, Jakob Stämpfli                       | FL     |
|                                             |      |          |                                                                     |        |
| 31.10.1869                                  | G    |          | Friedrich Eggli, Eduard Marti, Jakob Stämpfli                       | FL     |
|                                             |      |          |                                                                     |        |
| 25.10.1872                                  | G    |          | Friedrich Eggli, Eduard Marti, Jakob Stämpfli                       | FL     |
|                                             |      |          |                                                                     |        |
| 31.10.1875                                  | G    |          | Friedrich Eggli, Eduard Marti, Jakob Stämpfli                       | FL     |
|                                             |      |          |                                                                     |        |
| 27.10.1878                                  | G    |          | Charles Kuhn, Johannes Schlup, Jakob Stämpfli                       | FL     |
|                                             |      |          |                                                                     |        |
| 10.10.1879                                  | E    |          | Rudolf Niggeler                                                     | FL     |
|                                             |      |          |                                                                     |        |
| 30.10.1881                                  | G    |          | Charles Kuhn, Rudolf Niggeler, Johannes Schlup, Bendicht Tschannen  | FL     |
|                                             |      |          |                                                                     |        |
| 26.10.1884                                  | G    |          | Charles Kuhn, Eduard Marti, Rudolf Niggeler, Johannes Schlup        | FL     |
|                                             |      |          |                                                                     |        |
| 02.05.1886                                  | E    |          | Karl Engel                                                          | FL     |
|                                             |      |          |                                                                     |        |
| 27.03.1887                                  | E    |          | Eduard Bähler                                                       | FL     |
|                                             |      |          |                                                                     |        |
| 30.10.1887                                  | G    |          | Eduard Bähler, Rudolf Häni, Eduard Marti, Johannes Zimmermann       | FL     |
|                                             |      |          |                                                                     |        |
| 26.10.1890                                  | G    |          | Eduard Bähler, Rudolf Häni, Eduard Marti, Johannes Zimmermann       | FL     |
|                                             |      |          |                                                                     |        |
| 29.10.1893                                  | G    |          | Eduard Bähler, Rudolf Häni, Eduard Marti, Johannes Zimmermann       | FL     |
|                                             |      |          |                                                                     |        |
| 31.05.1896                                  | E    |          | Jakob Freiburghaus                                                  | FDP    |
|                                             |      |          |                                                                     |        |
| 25.10.1896 09.11.1896                       | G    |          | Eduard Bähler, Jakob Freiburghaus, Eduard Will, Johannes Zimmermann | FDP    |
|                                             |      |          |                                                                     |        |
| 29.10.1899                                  | G    |          | Eduard Bähler, Jakob Freiburghaus, Eduard Will, Johannes Zimmermann | FDP    |
|                                             |      |          |                                                                     |        |
| 26.10.1902                                  | G    |          | Eduard Bähler, Jakob Freiburghaus, Eduard Will, Johannes Zimmermann | FDP    |
|                                             |      |          |                                                                     |        |
| 29.10.1905                                  | G    |          | Eduard Bähler, Jakob Freiburghaus, Eduard Will, Johannes Zimmermann | FDP    |
|                                             |      |          |                                                                     |        |
| 25.10.1908                                  | G    |          | Jakob Freiburghaus, Alfred Moll, Eduard Will, Johannes Zimmermann   | FDP    |
|                                             |      |          |                                                                     |        |
| 25.10.1911                                  | G    |          | Jakob Freiburghaus, Alfred Moll, Karl Scheurer, Eduard Will         | FDP    |
| 25.10.1911                                  | G    |          | Johann Näher                                                        | SP     |
|                                             |      |          |                                                                     |        |
| 25.10.1914                                  | G    |          | Jakob Freiburghaus, Alfred Moll, Karl Scheurer, Eduard Will         | FDP    |
| 25.10.1914                                  | G    |          | Johann Näher                                                        | SP     |
|                                             |      |          |                                                                     |        |
| 28.10.1917 11.11.1917                       | G    |          | Jakob Freiburghaus, Alfred Moll, Karl Scheurer, Eduard Will         | FDP    |
| 28.10.1917 11.11.1917                       | G    |          | Arnold Knellwolf                                                    | SP     |

## Quelle
- Erich Gruner: Die Wahlen in den Schweizerischen Nationalrat 1848–1919. Band 3. Francke Verlag, Bern 1978, ISBN 3-7720-1445-3.